# Ecdyonurus simplicioides
Ecdyonurus simplicioides är en dagsländeart som först beskrevs av Mcdunnough 1924.  Ecdyonurus simplicioides ingår i släktet Ecdyonurus och familjen forsdagsländor. Inga underarter finns listade i Catalogue of Life.